# Maureen Tucker
Maureen Ann Tucker (Levittown, 26 de agosto de 1944), também conhecida como Mo Tucker, é uma instrumentista conhecida pelo seu trabalho como baterista do grupo de rock The Velvet Underground e por seu visual andrógino.
Após sua saída do Velvet Underground, com quem gravou os três primeiros álbuns, Moe Tucker executou alguns trabalhos solo e participações com outros artistas, como a banda de rock alternativo Half Japanese.

## Discografia

### Com The Velvet Underground
Álbuns de estúdio
- The Velvet Underground & Nico (1967)
- White Light/White Heat (1968)
- The Velvet Underground (1969)

Álbuns ao vivo
- 1969: The Velvet Underground Live (1974 [1969])
- Live MCMXCIII (1993)
- Final V.U. 1971–1973 (live box set, 2001 [1971–1973])
- Bootleg Series Volume 1: The Quine Tapes (live, 2001 [1969])

Compilações
- VU (1985)
- Another View (1986)
- Peel Slowly and See (box set, 1995)
- Loaded (Fully Loaded Edition) (1997)

### Com a banda The Kropotkins
- Five Points Crawl (2000)

### Moe Tucker & Half Japanese
- Half Japanese - Fire in the Sky (1990)

### Solo
Álbuns:
- Playin' Possum (1981)
- Life in Exile After Abdication (1989)
- I Spent a Week There the Other Night (1991)
- Oh No, They're Recording This Show (live, 1992)
- Dogs Under Stress (1994)
- Waiting for My Men (compilation, 1998)
- Moe Rocks Terrastock (live, 2002)

EP:
- Another View (12" EP, 1985)
- Moejadkatebarry (12" EP, 1987)
- GRL-GRUP (CD EP, 1997)

Singles
- Modern Pop Classics (single, 1980)
- Around and Around (Chuck Berry) / Will You Love Me Tomorrow? (7" single, 1981)
- Hey Mersh! (7" single, 1989)
- Too Shy (10" single, 1991)
- I'm Sticking with You / After Hours (CD single, 2002)

Banda
- John Sluggett
- Sonny Vincent
- Tico Zamora
- Lance Cagle
- Hank Beckmeyer